# Albert Lamorisse
Albert Lamorisse, né le 13 janvier 1922 dans le 14e arrondissement de Paris et mort le 2 juin 1970 à Karaj en Iran, est un scénariste, réalisateur, producteur de cinéma et auteur de jeu de société français, 

## Biographie
Après un court passage à l'IDHEC, Albert Lamorisse commence sa carrière cinématographique par la photographie en devenant l'assistant de François Tuefferd.
Son premier film, le court métrage documentaire Djerba, lui permet de réaliser sa première œuvre de fiction, Bim le petit âne, un conte oriental, dont Jacques Prévert écrit le commentaire auquel il prête également sa voix.
Dès lors, Lamorisse a trouvé son style et, à travers ses films Crin-Blanc, Le Ballon rouge ou Fifi la plume, il s'affirme comme spécialiste du cinéma pour enfants aux aspirations poétiques. Selon Jean Tulard, « il s'élève dans Crin Blanc, grâce à la beauté de la photo et à la musique de Maurice Le Roux, à la poésie la plus pure ».
Ses films, multirécompensés (prix Jean-Vigo et grand prix du meilleur court-métrage pour Crin Blanc, Palme d'or du court métrage et Oscar du meilleur scénario original pour Le Ballon rouge), sont cependant des semi-échecs commerciaux à l'époque, avant d'être mondialement distribués.
Il est l'inventeur d'un système de prises de vues aériennes, l'Hélivision, technique pionnière des systèmes antivibratoires de prises de vue aériennes, largement utilisée par la suite, entre autres, lors du tournage des premiers films de James Bond. Avec l'Hélivision, il réalise deux documentaires, Paris jamais vu et Versailles, avec le soutien d'André Malraux, ainsi que deux films de fiction : Le Voyage en ballon et Le Vent des amoureux. 
Il meurt dans un accident d'hélicoptère à la fin du tournage du film Le Vent des amoureux, au lac de Karaj, en Iran.
Grand amateur d'échecs, il est aussi le créateur du très populaire jeu de société Risk, conçu en collaboration avec Jean-René Vernes, d'abord intitulé La Conquête du Monde lors de sa première commercialisation en 1960, et dont une douzaine de versions et variantes ont été réalisées à ce jour.

### Vie privée
Albert Lamorisse a épousé Claude Jeanne Duparc, une élève de l'École du Louvre, qui était devenue sa proche collaboratrice. Elle l'assistait pour ses scénarios ainsi que pour ses tournages. Il a plusieurs enfants dont Pascal Lamorisse, qui joue le rôle principal dans Le Ballon rouge.

## Filmographie
- 1947 : Djerba (court métrage documentaire)[4]
- 1950 : Bim le petit âne
- 1953 : Crin-Blanc
- 1956 : Le Ballon rouge
- 1960 : Le Voyage en ballon
- 1965 : Fifi-la-plume
- 1967 : Versailles (court métrage documentaire)
- 1968 : Paris jamais vu (court métrage documentaire)
- 1970 : Le Vent des amoureux

## Distinctions
- 1953 : Prix Jean-Vigo pour Crin-Blanc
- 1953 : Grand prix du court-métrage au festival de Cannes pour Crin-Blanc
- 1956 : Prix Louis-Delluc pour Le Ballon rouge
- 1956 : Palme d'or du court métrage pour Le Ballon rouge
- 1956 : Oscar du meilleur scénario original pour Le Ballon rouge
- 1968 : Grand prix (Triglav d'or) au IIe Festival international de films sportifs et touristiques de Kranj (Yougoslavie) pour Versailles[5]

## Jeu de société
- 1957 : La Conquête du monde devenue Risk (Miro)

## Publications
- Crin-Blanc (tiré du film), Paris, Hachette, 1953 - L'École des loisirs, 1977
- Le Ballon Rouge (tiré du film), Paris, L'École des loisirs, 1976